# Litouwen op de Olympische Zomerspelen 2020
Litouwen nam deel aan de Olympische Zomerspelen 2020 in Tokio, Japan.

## Medailleoverzicht
| Medaille | Naam               | Sport            | Onderdeel | Datum      |
| -------- | ------------------ | ---------------- | --------- | ---------- |
| Zilver   | Laura Asadauskaitė | Moderne Vijfkamp | vrouwen   | 6 augustus |

## Atleten
Hieronder volgt een overzicht van de atleten die zich reeds hebben verzekerd van deelname aan de Olympische Zomerspelen 2020.
| sport            | mannen | vrouwen | totaal |
| ---------------- | ------ | ------- | ------ |
| Atletiek         | 6      | 5       | 11     |
| Gewichtheffen    | 1      | 0       | 1      |
| Gymnastiek       | 1      | 0       | 1      |
| Kanovaren        | 1      | 0       | 1      |
| Moderne vijfkamp | 1      | 2       | 3      |
| Roeien           | 7      | 2       | 9      |
| Schietsport      | 1      | 0       | 1      |
| Wielersport      | 1      | 4       | 5      |
| Worstelen        | 1      | 0       | 1      |
| Zeilen           | 1      | 1       | 2      |
| Zwemmen          | 5      | 1       | 6      |
| totaal           | 26     | 16      | 42     |

## Sporten

### Atletiek
Mannen
Loopnummers
| atlete                | onderdeel          | series | series | kwartfinale | kwartfinale | halve finale   | halve finale   | finale         | finale         |
| atlete                | onderdeel          | tijd   | rang   | tijd        | rang        | tijd           | rang           | tijd           | rang           |
| --------------------- | ------------------ | ------ | ------ | ----------- | ----------- | -------------- | -------------- | -------------- | -------------- |
| Gediminas Truskauskas | 200 m              | 21,02  | 5      | n.v.t.      | n.v.t.      | niet geplaatst | niet geplaatst | niet geplaatst | niet geplaatst |
| Marius Žiūkas         | 20 km snelwandelen | n.v.t. | n.v.t. | n.v.t.      | n.v.t.      | n.v.t.         | n.v.t.         | 1:27.35        | 33             |
| Arturas Mastianica    | 50 km snelwandelen | n.v.t. | n.v.t. | n.v.t.      | n.v.t.      | n.v.t.         | n.v.t.         | 4:06.43        | 31             |

Technische nummers
| atleet             | onderdeel    | kwalificaties | kwalificaties | finale         | finale         |
| atleet             | onderdeel    | afstand       | rang          | afstand        | rang           |
| ------------------ | ------------ | ------------- | ------------- | -------------- | -------------- |
| Andrius Gudžius    | discuswerpen | 65,94         | 2 q           | 64,11          | 6              |
| Adrijus Glebauskas | hoogspringen | 2,17          | 26            | niet geplaatst | niet geplaatst |
| Edis Matusevičius  | speerwerpen  | 81,24         | 14            | niet geplaatst | niet geplaatst |

Vrouwen
Loopnummers
| atlete            | onderdeel          | series | series | kwartfinale | kwartfinale | halve finale   | halve finale   | finale         | finale         |
| atlete            | onderdeel          | tijd   | rang   | tijd        | rang        | tijd           | rang           | tijd           | rang           |
| ----------------- | ------------------ | ------ | ------ | ----------- | ----------- | -------------- | -------------- | -------------- | -------------- |
| Agnė Šerkšnienė   | 400 m              | 52,78  | 6      | n.v.t.      | n.v.t.      | niet geplaatst | niet geplaatst | niet geplaatst | niet geplaatst |
| Brigita Virbalytė | 20 km snelwandelen | n.v.t. | n.v.t. | n.v.t.      | n.v.t.      | n.v.t.         | n.v.t.         | 1:35.56        | 26             |

Technische nummers
| atlete            | onderdeel          | kwalificaties | kwalificaties | finale         | finale         |
| atlete            | onderdeel          | afstand       | rang          | afstand        | rang           |
| ----------------- | ------------------ | ------------- | ------------- | -------------- | -------------- |
| Diana Zagainova   | hink-stap-springen | 13,10         | 8             | niet geplaatst | niet geplaatst |
| Airinė Palšytė    | hoogspringen       | 1,86          | 28            | niet geplaatst | niet geplaatst |
| Liveta Jasiūnaitė | speerwerpen        | 61,96         | 8 q           | 60,06          | 7              |

### Gewichtheffen
Mannen
| atlete         | onderdeel | trekken | trekken | stoten | stoten | totaal | rang |
| atlete         | onderdeel | score   | rang    | score  | rang   | totaal | rang |
| -------------- | --------- | ------- | ------- | ------ | ------ | ------ | ---- |
| Arnas Šidiškis | -109 kg   | 156     | 13      | 187    | 11     | 343    | 11   |

### Gymnastiek

#### Turnen
Mannen
| atleet          | onderdeel | kwalificatie | kwalificatie | kwalificatie | kwalificatie | kwalificatie | kwalificatie | kwalificatie | kwalificatie | finale         | finale         | finale         | finale         | finale         | finale         | finale         | finale         |
| atleet          | onderdeel | toestel      | toestel      | toestel      | toestel      | toestel      | toestel      | totaal       | positie      | toestel        | toestel        | toestel        | toestel        | toestel        | toestel        | totaal         | positie        |
| atleet          | onderdeel | vloer        | voltige      | ringen       | sprong       | brug         | rekstok      | totaal       | positie      | vloer          | voltige        | ringen         | sprong         | brug           | rekstok        | totaal         | positie        |
| --------------- | --------- | ------------ | ------------ | ------------ | ------------ | ------------ | ------------ | ------------ | ------------ | -------------- | -------------- | -------------- | -------------- | -------------- | -------------- | -------------- | -------------- |
| Robert Tvorogal | meerkamp  | 13,633       | 12,100       | 13,300       | 13,666       | 14,500       | 12,766       | 80,232       | 46           | niet geplaatst | niet geplaatst | niet geplaatst | niet geplaatst | niet geplaatst | niet geplaatst | niet geplaatst | niet geplaatst |

### Judo
Vrouwen
| atlete             | onderdeel | eerste ronde         | tweede ronde         | derde ronde          | kwartfinale          | halve finale         | herkansing           | finale / BM          | finale / BM    |
| atlete             | onderdeel | tegenstander uitslag | tegenstander uitslag | tegenstander uitslag | tegenstander uitslag | tegenstander uitslag | tegenstander uitslag | tegenstander uitslag | rang           |
| ------------------ | --------- | -------------------- | -------------------- | -------------------- | -------------------- | -------------------- | -------------------- | -------------------- | -------------- |
| Sandra Jablonskytė | +78 kg    | n.v.t.               | Maranić W 011-000    | Dicko V 000-010      | niet geplaatst       | niet geplaatst       | niet geplaatst       | niet geplaatst       | niet geplaatst |

### Kanovaren

#### Sprint
Mannen
| atleet             | onderdeel | series | series | kwartfinale | kwartfinale | halve finale | halve finale | finale | finale |
| atleet             | onderdeel | tijd   | rang   | tijd        | rang        | tijd         | rang         | tijd   | rang   |
| ------------------ | --------- | ------ | ------ | ----------- | ----------- | ------------ | ------------ | ------ | ------ |
| Mindaugas Maldonis | K-1 200 m | 35,650 | 3 KF   | 35,466      | 1 HF        | 36,637       | 8 FB         | 36,257 | 10     |

Legenda: FA=finale A (medailles); FB = finale B (geen medailles); FC=finale C (geen medailles); HF=halve finale KF=kwartfinale

### Moderne vijfkamp
Mannen
| atleet            | onderdeel        | schermen (degen) | schermen (degen) | schermen (degen) | schermen (degen) | zwemmen (200 m vrije slag) | zwemmen (200 m vrije slag) | zwemmen (200 m vrije slag) | paardrijden (springen) | paardrijden (springen) | paardrijden (springen) | combinatie: schieten/lopen (10 m luchtpistool)/(3200 m) | combinatie: schieten/lopen (10 m luchtpistool)/(3200 m) | combinatie: schieten/lopen (10 m luchtpistool)/(3200 m) | totaal punten | rang |
| atleet            | onderdeel        | RR               | BR               | rang             | punten           | tijd                       | rang                       | punten                     | strafpunten            | rang                   | punten                 | tijd                                                    | rang                                                    | punten                                                  | totaal punten | rang |
| ----------------- | ---------------- | ---------------- | ---------------- | ---------------- | ---------------- | -------------------------- | -------------------------- | -------------------------- | ---------------------- | ---------------------- | ---------------------- | ------------------------------------------------------- | ------------------------------------------------------- | ------------------------------------------------------- | ------------- | ---- |
| Justinas Kinderis | moderne vijfkamp | 24-11            | 2                | 3                | 246              | 2.02,84                    | 18                         | 305                        | 99,13                  | 31                     | 247                    | 1.22,82                                                 | 18                                                      | 618                                                     | 1416          | 18   |

Vrouwen
| atlete                | onderdeel        | schermen (degen) | schermen (degen) | schermen (degen) | schermen (degen) | zwemmen (200 m vrije slag) | zwemmen (200 m vrije slag) | zwemmen (200 m vrije slag) | paardrijden (springen) | paardrijden (springen) | paardrijden (springen) | combinatie: schieten/lopen (10 m luchtpistol)/(3200 m) | combinatie: schieten/lopen (10 m luchtpistol)/(3200 m) | combinatie: schieten/lopen (10 m luchtpistol)/(3200 m) | totaal punten | rang   |
| atlete                | onderdeel        | RR               | BR               | rang             | punten           | tijd                       | rang                       | punten                     | strafpunten            | rang                   | punten                 | tijd                                                   | rang                                                   | punten                                                 | totaal punten | rang   |
| --------------------- | ---------------- | ---------------- | ---------------- | ---------------- | ---------------- | -------------------------- | -------------------------- | -------------------------- | ---------------------- | ---------------------- | ---------------------- | ------------------------------------------------------ | ------------------------------------------------------ | ------------------------------------------------------ | ------------- | ------ |
| Laura Asadauskaitė    | moderne vijfkamp | 15-20            | 2                | 25               | 192              | 2.17,21                    | 25                         | 276                        | 77,09                  | 1                      | 300                    | 11.38,37                                               | 1                                                      | 602                                                    | 1370          | Zilver |
| Gintarė Venčkauskaitė | moderne vijfkamp | 12-23            | 1                | 34               | 173              | 2.18,37                    | 30                         | 274                        | 72,74                  | 1                      | 300                    | 11.44,37                                               | 2                                                      | 596                                                    | 1343          | 7      |

### Roeien
Mannen
| atleet                                                                       | onderdeel   | series  | series | herkansingen | herkansingen | kwartfinale | kwartfinale | halve finale | halve finale | finale  | finale |
| atleet                                                                       | onderdeel   | tijd    | rang   | tijd         | rang         | tijd        | rang        | tijd         | rang         | tijd    | rang   |
| ---------------------------------------------------------------------------- | ----------- | ------- | ------ | ------------ | ------------ | ----------- | ----------- | ------------ | ------------ | ------- | ------ |
| Mindaugas Griškonis                                                          | skiff       | 7.05,88 | 2 KF   | bye          | bye          | 7.16,71     | 3 HA/B      | 6.45,90      | 3 FA         | 6.57,60 | 6      |
| Dovydas Nemeravičius Saulius Ritter                                          | dubbel-twee | 6.23,08 | 4 H    | 6.27,36      | 2 HA/B       | n.v.t.      | n.v.t.      | 6.34,04      | 6 FB         | 6.20,87 | 12     |
| Dominykas Jančionis Dovydas Nemeravičius Armandas Kelmelis Martynas Džiaugys | dubbel-vier | 6.03,07 | 5 H    | 6:14.73      | 6 FB         | n.v.t.      | n.v.t.      | n.v.t.       | n.v.t.       | 5.51,64 | 10     |

Vrouwen
| atlete                              | onderdeel   | series  | series | herkansingen | herkansingen | kwartfinale | kwartfinale | halve finale | halve finale | finale  | finale |
| atlete                              | onderdeel   | tijd    | rang   | tijd         | rang         | tijd        | rang        | tijd         | rang         | tijd    | rang   |
| ----------------------------------- | ----------- | ------- | ------ | ------------ | ------------ | ----------- | ----------- | ------------ | ------------ | ------- | ------ |
| Ieva Adomavičiūtė Milda Valčiukaitė | dubbel-twee | 6.50,38 | 2 HA/B | bye          | bye          | n.v.t.      | n.v.t.      | 7.11,29      | 3 FA         | 6.47,44 | 4      |

Legenda: FA=finale A (medailles); FB=finale B (geen medailles); FC=finale C (geen medailles); FD=finale D (geen medailles); FE=finale E (geen medailles); FF=finale F (geen medailles); HA/B=halve finale A/B; HC/D=halve finale C/D; HE/F=halve finale E/F; KF=kwartfinale; H=herkansing

### Schietsport
Mannen
| atlete          | onderdeel               | kwalificaties | kwalificaties | finale         | finale         |
| atlete          | onderdeel               | punten        | rang          | punten         | rang           |
| --------------- | ----------------------- | ------------- | ------------- | -------------- | -------------- |
| Karolis Girulis | 10 m luchtgeweer        | 624,3         | 28            | niet geplaatst | niet geplaatst |
| Karolis Girulis | 50 m geweer 3 houdingen | 1163          | 25            | niet geplaatst | niet geplaatst |

### Wielersport

#### Baanwielrennen
Vrouwen
Sprint
| atlete             | onderdeel | kwalificaties | kwalificaties | ronde 1              | herkansing 1                   | ronde 2              | herkansing 2         | kwartfinale          | halve finale         | finale               | finale         |
| atlete             | onderdeel | tijd          | rang          | tegenstander uitslag | tegenstander uitslag           | tegenstander uitslag | tegenstander uitslag | tegenstander uitslag | tegenstander uitslag | tegenstander uitslag | rang           |
| ------------------ | --------- | ------------- | ------------- | -------------------- | ------------------------------ | -------------------- | -------------------- | -------------------- | -------------------- | -------------------- | -------------- |
| Simona Krupeckaitė | sprint    | 10,706        | 16 Q          | Krupeckaitė V +0,102 | Kobayashi Marozaitė V +0,052   | niet geplaatst       | niet geplaatst       | niet geplaatst       | niet geplaatst       | niet geplaatst       | niet geplaatst |
| Miglė Marozaitė    | sprint    | 11,031        | 24 Q          | Friedrich V +0,370   | Kobayashi Krupeckaitė V +0,265 | niet geplaatst       | niet geplaatst       | niet geplaatst       | niet geplaatst       | niet geplaatst       | niet geplaatst |

Teamsprint
| atlete                             | onderdeel  | kwalificatie | kwalificatie | halve finale      | halve finale | finale 5/6        | finale 5/6 |
| atlete                             | onderdeel  | tijd         | rang         | tegenstander tijd | rang         | tegenstander tijd | rang       |
| ---------------------------------- | ---------- | ------------ | ------------ | ----------------- | ------------ | ----------------- | ---------- |
| Simona Krupeckaitė Miglė Marozaitė | teamsprint | 33,276       | 7 Q          | V 32,827          | 6 FC         | W 32,808          | 5          |

Keirin
| atlete             | onderdeel | ronde 1 | herkansing | ronde 2        | ronde 3        | finale         |
| atlete             | onderdeel | rang    | rang       | rang           | rang           | rang           |
| ------------------ | --------- | ------- | ---------- | -------------- | -------------- | -------------- |
| Simona Krupeckaitė | keirin    | 6       | 3          | niet geplaatst | niet geplaatst | niet geplaatst |
| Miglė Marozaitė    | keirin    | 6       | 5          | niet geplaatst | niet geplaatst | niet geplaatst |

Omnium
| atlete            | onderdeel | scratchrace | scratchrace | temporace | temporace | afvalrace | afvalrace | puntenrace | puntenrace | totaal punten | rang |
| atlete            | onderdeel | rang        | punten      | rang      | punten    | rang      | punten    | rang       | punten     | totaal punten | rang |
| ----------------- | --------- | ----------- | ----------- | --------- | --------- | --------- | --------- | ---------- | ---------- | ------------- | ---- |
| Olivija Baleišytė | omnium    | 13          | 16          | 17        | 8         | 6         | 30        |            | -20        | 34            | 17   |

#### Wegwielrennen
Mannen
| atleet              | onderdeel    | tijd | rang |
| ------------------- | ------------ | ---- | ---- |
| Evaldas Šiškevičius | wegwedstrijd | DNF  | DNF  |

Vrouwen
| atlete         | onderdeel    | tijd    | rang |
| -------------- | ------------ | ------- | ---- |
| Rasa Leleivytė | wegwedstrijd | 3:59:47 | 35   |

### Worstelen

#### Grieks-Romeins
Mannen
| atleet            | onderdeel | eerste ronde         | kwartfinale          | halve finale         | herkansing           | finale / BM          | finale / BM    |
| atleet            | onderdeel | tegenstander uitslag | tegenstander uitslag | tegenstander uitslag | tegenstander uitslag | tegenstander uitslag | rang           |
| ----------------- | --------- | -------------------- | -------------------- | -------------------- | -------------------- | -------------------- | -------------- |
| Mantas Knystautas | −130 kg   | Kayaalp V 1 - 3      | niet geplaatst       | niet geplaatst       | niet geplaatst       | niet geplaatst       | niet geplaatst |

### Zeilen
Mannen
| atleet          | onderdeel | race | race | race | race | race | race | race | race | race | race | race | race | race           | netto punten | eindnotering |
| atleet          | onderdeel | 1    | 2    | 3    | 4    | 5    | 6    | 7    | 8    | 9    | 10   | 11   | 12   | M              | netto punten | eindnotering |
| --------------- | --------- | ---- | ---- | ---- | ---- | ---- | ---- | ---- | ---- | ---- | ---- | ---- | ---- | -------------- | ------------ | ------------ |
| Juozas Bernotas | RS:X      | 23   | 11   | 12   | 15   | 26   | 10   | 12   | 18   | 13   | 12   | 14   | 5    | niet geplaatst | 145          | 15           |

Vrouwen
| atlete              | onderdeel    | race | race | race | race | race | race | race | race | race | race | race   | race   | race           | netto punten | eindnotering |
| atlete              | onderdeel    | 1    | 2    | 3    | 4    | 5    | 6    | 7    | 8    | 9    | 10   | 11     | 12     | M              | netto punten | eindnotering |
| ------------------- | ------------ | ---- | ---- | ---- | ---- | ---- | ---- | ---- | ---- | ---- | ---- | ------ | ------ | -------------- | ------------ | ------------ |
| Viktorija Andrulytė | Laser Radial | 38   | 10   | 29   | 24   | 26   | 19   | 23   | 27   | 33   | 3    | n.v.t. | n.v.t. | niet geplaatst | 194          | 25           |

### Zwemmen
Mannen
| atleet                                                             | onderdeel          | series  | series | halve finale   | halve finale   | finale         | finale         |
| atleet                                                             | onderdeel          | tijd    | rang   | tijd           | rang           | tijd           | rang           |
| ------------------------------------------------------------------ | ------------------ | ------- | ------ | -------------- | -------------- | -------------- | -------------- |
| Danas Rapšys                                                       | 200 m vrije slag   | 1.45,84 | 9 Q    | 1.45,32        | 3 Q            | 1.48,78        | 8              |
| Danas Rapšys                                                       | 400 m vrije slag   | 3.46,32 | 13     | n.v.t.         | n.v.t.         | niet geplaatst | niet geplaatst |
| Danas Rapšys                                                       | 200 m wisselslag   | 1.59,90 | 33     | niet geplaatst | niet geplaatst | niet geplaatst | niet geplaatst |
| Giedrius Titenis                                                   | 100 m schoolslag   | 1.00,92 | 36     | niet geplaatst | niet geplaatst | niet geplaatst | niet geplaatst |
| Andrius Šidlauskas                                                 | 100 m schoolslag   | 59,46   | 13 Q   | 59,82          | 13             | niet geplaatst | niet geplaatst |
| Andrius Šidlauskas                                                 | 200 m schoolslag   | 2.09,56 | 13 Q   | 2.10,69        | 16             | niet geplaatst | niet geplaatst |
| Simonas Bilis Deividas Margevičius Danas Rapšys Andrius Šidlauskas | 4x100 m wisselslag | DSQ     | DSQ    | n.v.t.         | n.v.t.         | niet geplaatst | niet geplaatst |

Vrouwen
| atleet              | onderdeel        | series  | series | halve finale   | halve finale   | finale         | finale         |
| atleet              | onderdeel        | tijd    | rang   | tijd           | rang           | tijd           | rang           |
| ------------------- | ---------------- | ------- | ------ | -------------- | -------------- | -------------- | -------------- |
| Kotryna Teterevkova | 100 m schoolslag | 1.06,82 | 15 Q   | 1.07,39        | 14             | niet geplaatst | niet geplaatst |
| Kotryna Teterevkova | 200 m schoolslag | 2.26,82 | 23     | niet geplaatst | niet geplaatst | niet geplaatst | niet geplaatst |